# Scapania plicata
Scapania plicata là một loài rêu tản trong họ Scapaniaceae. Loài này được (Lindb.) Potemkin miêu tả khoa học lần đầu tiên năm 1999.